# Делфтський технічний університет
Делфтський технічний університет (нід. Technische Universiteit Delft) у Делфті, Нідерланди — найстаріший та найбільший технічний університет в Нідерландах. Зараз університет нараховує понад 15 000 студентів і понад 2 000 наукових співробітників.
Університет входить до різноманітних університетських асоціацій, зокрема IDEA League, CESAER, UNITECH та 3TU.
Згідно з академічним рейтингом ARWU, Технічний Університет Делфта є одним з найкращих технічних університетів світу.

## Історія
Делфтський технічний університет було засновано 8 січня 1842 року голландським королем Вільямом ІІ як Королівська академія цивільної інженерії.
Впродовж існування університет неодноразово змінював назви: Королівська академія (1842—1864), Політехнічна школа (1864—1905), Інститут технологій (1905—1986), Технічний університет (1986-дотепер).

## Факультети
Делфтський технічний університет складається з восьми факультетів:
- Механіки, морської інженерії та матеріалознавства
- Архітектурний
- Цивільного будівництва і наук про Землю
- Електротехніки, математики та інформатики

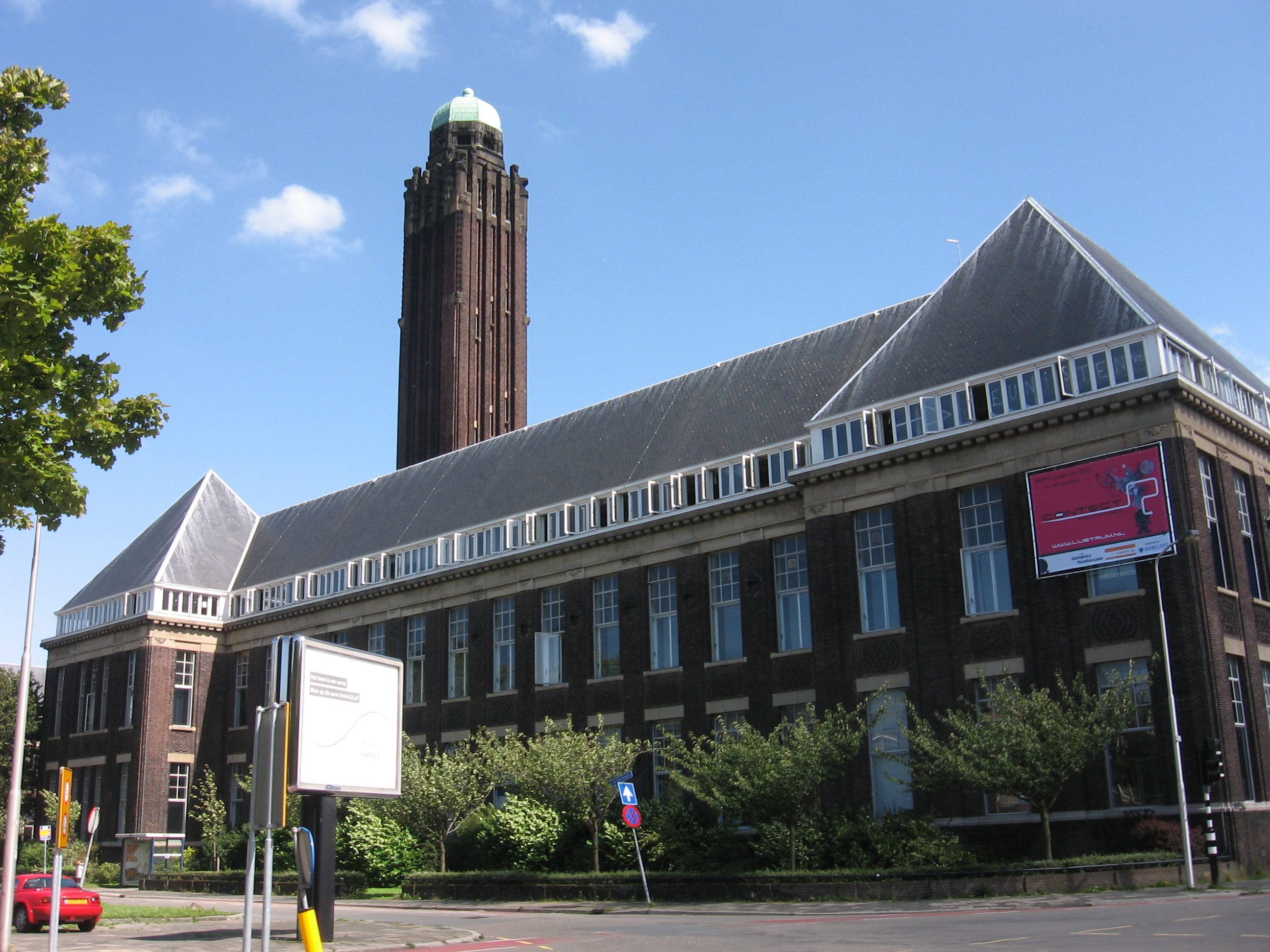
Колишня головна будівля університету, з 2008 — факультет архітектури.

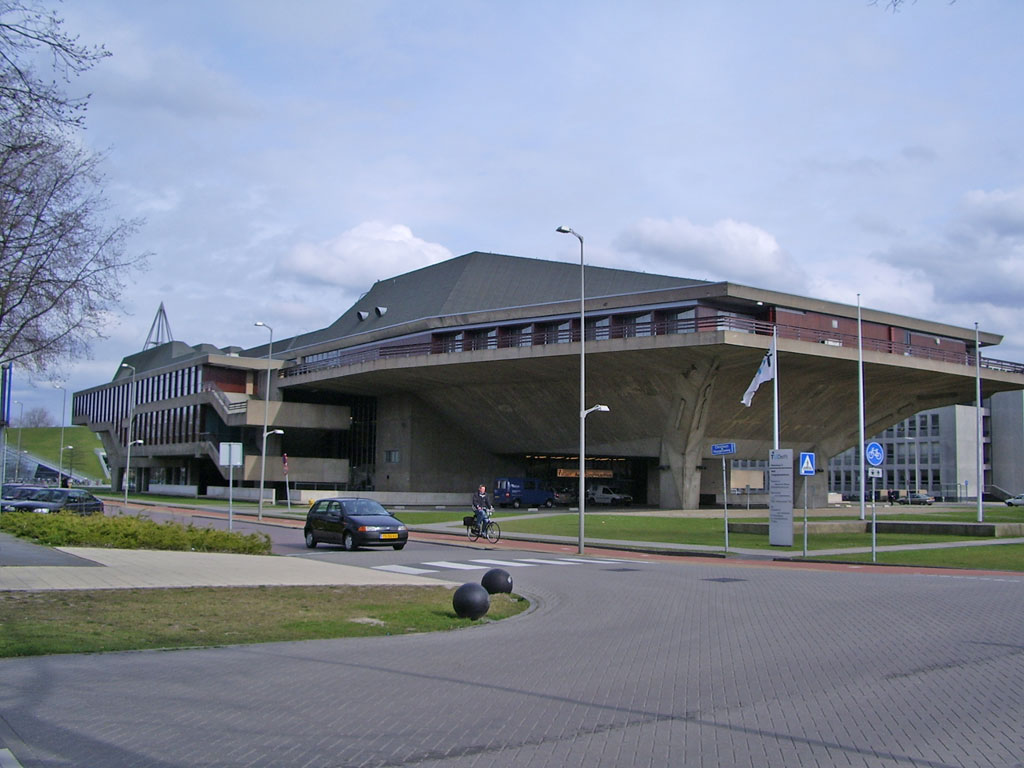
Головна зала університету.

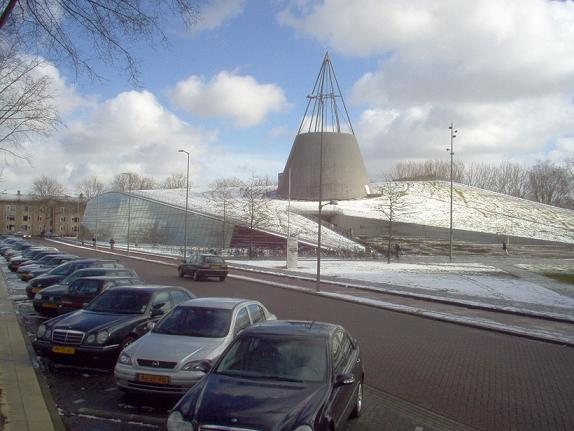
Університетська бібліотека.

- Промислового проектування
- Аерокосмічний
- Техніки, управління і менеджменту
- Прикладних наук

### Навчання на магістратурі
TU Delft пропонує близько 40 магістерських програм.  Навчання магістра займає два роки.

## Студенти
Більшість студентів ТУ Делфт - чоловіки. У 2016 році серед усіх студентів університету лише 26% були жінки. Найбільший дисбаланс між чоловіками та жінками відчувають на машинобудівному факультеті, а найменший – на факультетах промислового дизайну та архітектури .  Незважаючи на численні зусилля університету змінити цей дисбаланс, кількість жінок, які навчаються в Делфтському технічному університеті, протягом багатьох років залишається відносно постійною. 
З 2002 року кількість студентів, прийнятих до TU Delft, швидко зростає (з приблизно 2200 у 2002 році до майже 3700 у 2009 році).  Те саме стосується загальної кількості студентів (від приблизно 13 250 у 2002 році до майже 16 500 у 2009 році). 

## Репутація та рейтинг
TU Delft вважається провідним університетом з інженерії та технологій у всьому світі, будучи позиціонованим за цим предметом на 10 місці у 2022 році QS World University Rankings. 
У галузі цивільного та будівельного будівництва TU Delft увійшов до 2 найкращих у світі у 2020 році, у галузі архітектури – до 3 найкращих у світі з 2017 року, а в галузі машинобудування – до 4 найкращих у світі з 2019 року за версією QS Рейтинги світових університетів. 

## Відомі випускники
- Якоб Гендрік Вант-Гофф — лауреат Нобелівської премії з хімії (1901)
- Фелікс Венінг-Мейнес — нідерландський геофізик і геодезіст
- Єрун ван дер Вер — голландський інженер, працював головним виконавчим директором концерну Royal Dutch Shell
- Симон ван дер Мер — голландський фізик, лауреат Нобелівської премії з фізики (1984)
- Йоган Фрізо Орансько-Нассауський — принц Фрізо Оранско-Нассауський
- Якоб Беренд Бакема — архітектор модернізму
- Герд Гофстеде — нідерландський соціолог
- Франсіне Хаубен — голландська архітекторка, засновниця архітектурного бюро Mecanoo [Архівовано 18 квітня 2021 у Wayback Machine.]
- Сер Джон Дуглас Кокрофт — англійський фізик, лауреат Нобелівської премії з фізики (1951)
- Сантьяго Калатрава — іспанський архітектор та скульптор
- Бернард Ліппе-Бестерфельдський — принц Бернард Нідерландський
- Гендрік Антон Лоренц — нідерландський фізик, лауреат Нобелівської премії з фізики (1902)
- Наталі де Вріс — голландська архітекторка, співзасновниця архітектурного бюро MVRDV [Архівовано 7 серпня 2016 у Wayback Machine.]
- Віні Маас — нідерландський архітектор та урбаніст, співзасновник архітектурного бюро MVRDV [Архівовано 7 серпня 2016 у Wayback Machine.]